# Rosa Bertoni
Rosa Bertoni (São Paulo, 10 de junho de 1894 — Poá, 26 de outubro de 1970), também conhecida como Irmã Rosa ou Santa Vó Rosa, foi uma missionária brasileira de um novo movimento religioso, uma das fundadoras da Igreja Apostólica. Ficou conhecida nas décadas de 1950 e 1960 por suas pregações sobre Jesus Cristo, Virgem Maria e outros profetas e apóstolos da Bíblia. É autora dos livros O Evangelho do Reino de Deus, O Espírito Santo de Deus e o Consolador e O Consolador nos Tempos do Fim.

## Biografia
Rosa nasceu em São Paulo, no dia 10 de junho de 1894. No ano de 1954, em uma de suas caminhadas pelo seu bairro, adentrou em um espaço chamado "Tenda de Deus para a Salvação e Cura Divina", onde pregavam Eurico Mattos e sua esposa Odete Correia Coutinho. A partir daquele momento, Rosa passou a fazer parte da denominação religiosa.

## Morte
Rosa faleceu em uma viagem a Suzano, no dia 26 de outubro de 1970, após ser atropelada na cidade de Poá.
Seu corpo foi levado para a capital paulista e o funeral ocorreu no templo da igreja, que durou cerca de uma semana e contou com a visita de membros de todas as regiões do país. Foi sepultada no Cemitério da Lapa.
Após sua morte, a igreja passou a afirmar que ela foi assunta aos céus e assentou-se ao lado de Jesus, concedendo-lhe o título de “Rainha dos Céus” e  passando a chama-la de "Santa Vó Rosa", acreditando ser ela o “Espírito Consolador” prometido por Jesus em João:14.

## Representação na Literatura
Em 2018, Rosa teve sua biografia representada no livro do escritor Carlos Alberto Trevisan, intitulado "Rainha das Flores".